# Ватанабэ, Тадаси
Тадаси Ватанабэ (яп. 渡辺 貞, англ. Watanabe Tadashi, род. октябрь 1944, Токио) — японский инженер в области вычислительной техники.

## Биография
Родился в октябре 1944 года в Токио. Начал работать в компании NEC с 1968 года и занимался в ней разработкой суперкомпьютерных систем до декабря 2005 года.
Ватанабэ играл ведущую роль в разработке векторных суперкомпьютеров серии SX компании NEC, первые модели которой — SX-1 и SX-2 были представлены на рынке в 1983 году, а также в создании суперкомпьютера Earth Simulator. За это он был награждён Премией Эккерта — Мокли в 1998 году и Премией Сеймура Крэя (англ. Seymour Cray Computer Engineering Award) в 2006 году.
В настоящее время Ватанабэ работает менеджером проектов в Научно-исследовательском центре суперкомпьютеров следующего поколения (Next-Generation Supercomputer R&D Center) института RIKEN. Ватанабэ тесно сотрудничал с компанией Fujitsu в создании суперкомпьютера K computer.